# Osian Ellis

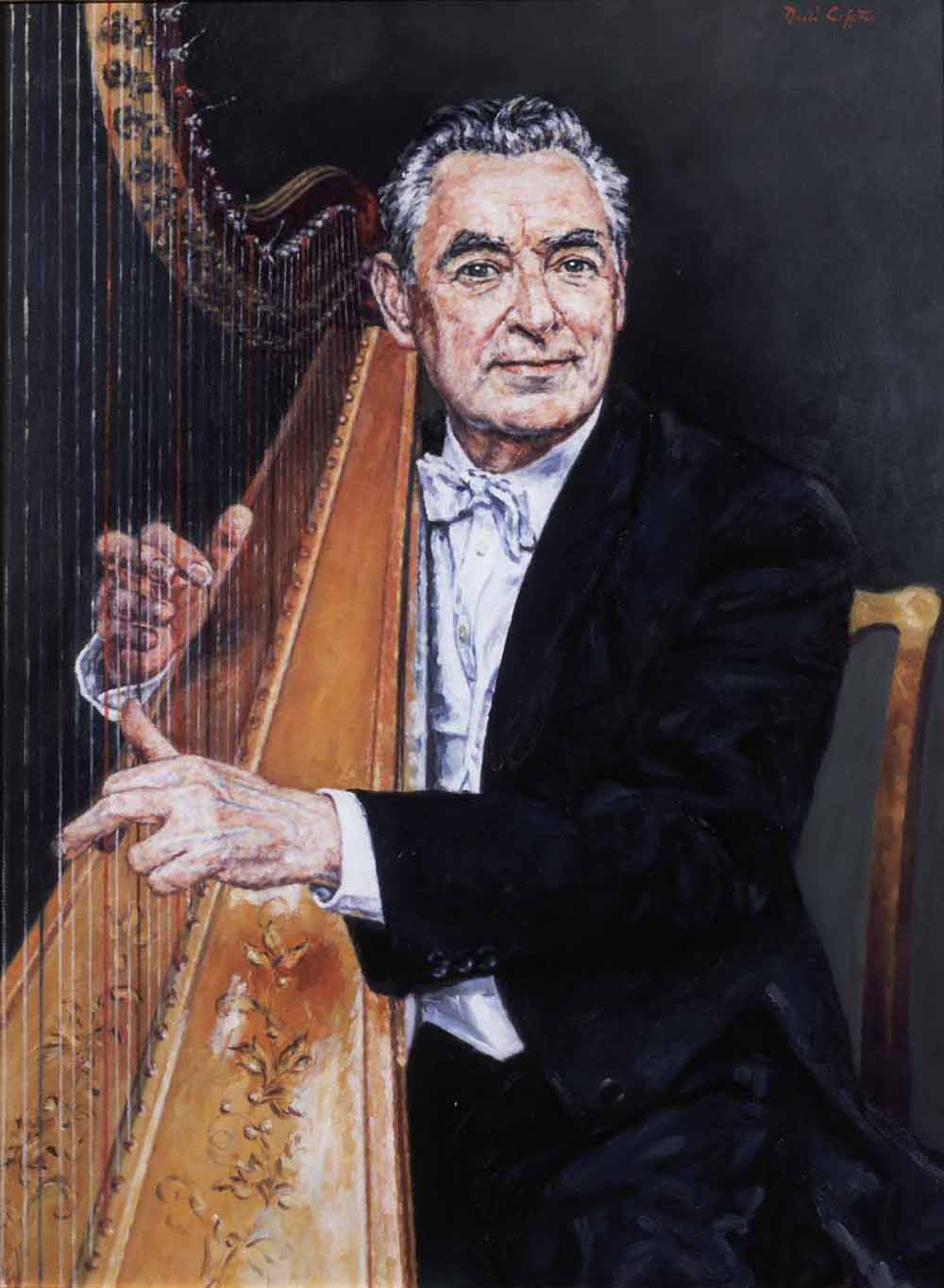
Porträt von Osian Ellis von David Griffiths, 1998

Osian Gwynn Ellis CBE (geboren am 8. Februar 1928 in Ffynnongroew, Flintshire, Wales; gestorben am 5. Januar 2021 in Pwllheli, Gwynedd, Wales) war ein britischer klassischer Harfenist, Komponist und Hochschullehrer.

## Leben
Osian Gwynn Ellis war der Sohn von Tomos Ellis, einem Pfarrer der Calvinistisch-Methodistischen Kirche in Wales, und dessen Frau, der Harfenistin  Jenny Ellis geb. Lewis. Er studierte Harfe an der Royal Academy of Music bei Gwendolen Mason. 1961 wurde er Mitglied des London Symphony Orchestra und spielte dort als Erster Harfenist. Ellis war Gründungsmitglied des Melos Ensembles und gründete zudem das Osian Ellis Harp Ensemble.
Im Jahr 1959 wurde er als Nachfolger von Gwendolen Mason Professor für Harfe an der Royal Academy of Music, wo er bis 1989 lehrte.
Viele Komponisten schrieben Musik für Ellis, insbesondere Benjamin Britten, mit dem ihn seit 1959 eine stetige berufliche Beziehung verband. In vielen Werken Brittens spielte Ellis die Uraufführung und erste Einspielung.
Eine Einspielung von Händels Harfenkonzerten 1959 wurde mit dem Grand Prix du Disque ausgezeichnet. 1962 nahm Ellis mit dem Melos Ensemble Maurice Ravels Introduktion und Allegro auf – mit dem Flötisten Richard Adeney, Klarinettist Gervase de Peyer, den Geigern Emanuel Hurwitz und Ivor McMahon, Bratschist Cecil Aronowitz und Cellist Terence Weil. Die Aufnahme wird zu den besten Aufnahmen des Werks gezählt.
Ellis starb am 5. Januar 2021 im Alter von 92 Jahren.

## Auszeichnungen
Ellis wurde 1971 zum Commander des Order of the British Empire ernannt. Er war Ehrenpräsident des Wales International Harp Festivals. 2018 ehrte in dies Festival in Caernarfon durch die Uraufführung einer Komposition, um seinen 90. Geburtstag zu begehen.

## Einfluss
Mehrere Komponisten schrieben Harfenkonzerte für Ellis, darunter Alun Hoddinott für das Cheltenham Festival 1957, William Mathias für das Llandaff Festival 1970, Jørgen Jersild 1972, William Alwyn 1979 und Robin Holloway 1985.
Ellis ist vor allem bekannt für seine langjährige berufliche Partnerschaft mit Benjamin Britten. Die Beziehung begann am 4. Januar 1958, als Ellis der Harfenist in A Ceremony of Carols in London war, geleitet von George Malcolm, und damit Britten so beeindruckte, dass er ihn zum Aldeburgh Festival des Folgejahrs einlud. Britten komponierte viele Harfenstimmen seiner Werke für Ellis, vor allem A Midsummer Night’s Dream, War Requiem und die Kirchenparabeln. 1969 schrieb Britten seine Harp Suite op. 83 für Ellis. Ellis trat in vielen ersten Einspielungen von Brittens Werken auf, oft mit Britten als Dirigent. Als Britten nach einer Herzoperation seine Tätigkeit als Pianist aufgeben musste, wurde Ellis eingesetzt, um Brittens Partner, den Tenor Peter Pears, zu begleiten. Britten komponierte neue Stücke für die beiden, darunter Canticle V: The Death of St Narcissus und A Birthday Hansel.

## Komponist und Autor
Ellis komponierte Werke, die auf walisischer Tradition beruhen, zum Beispiel Welsh Folksongs für Tenor und Harfe und Vertonungen mittelalterlicher Gedichte. Seine Diversions für zwei Harfen enthalten eine cerdd dant Vertonung von Dylan Thomas’ Gedicht „And death shall have no dominion“.
Ellis veröffentlichte 1991 ein Buch The Story of the Harp in Wales über die Geschichte der Harfe in Wales, die revidierte Ausgabe einer früheren Schrift auf Walisisch.

## Diskografie
- Franck: Sonata for Violin and Piano; Debussy: Sonatas; Ravel: Introduction and Allegro, 1988, London/Decca
- Masterworks for the Harp, 1993, Boston Skyline
- Diversions, 1994, Sain
- Mathias: Clarinet Concerto; Harp Concerto; Piano Concerto, 1995, Lyrita
- Harp Concertos, 1997, London
- 17th & 18th-Century Harp Music, 2008, L’Oiseau-Lyre
- 19th & 20th-Century Harp Music, 2008, L’Oiseau-Lyre
- Debussy & Ravel: String Quartets; Cello Sonata; Introduction & Allegro, 2016, Alto
- Songs with Harp, Eloquence
- Handel: Jephtha; Rodrigo; Concertos for Lute & Harp; Concerto Grosso, HWV 318, Decca/Eloquence[10]